# Palani
Palani (Tamil: பழனி Paḻaṉi [ˈpaɻəni]; früher englisch Palni) ist eine Stadt im südindischen Bundesstaat Tamil Nadu. Palani ist ein wichtiger Wallfahrtsort des in Tamil Nadu populären Hindu-Gottes Murugan und mit rund vier Millionen Besuchern pro Jahr eines der bedeutendsten Pilgerziele Südindiens. Die Einwohnerzahl Palanis beträgt rund 70.000 (Volkszählung 2011).

## Geografie und Verkehr

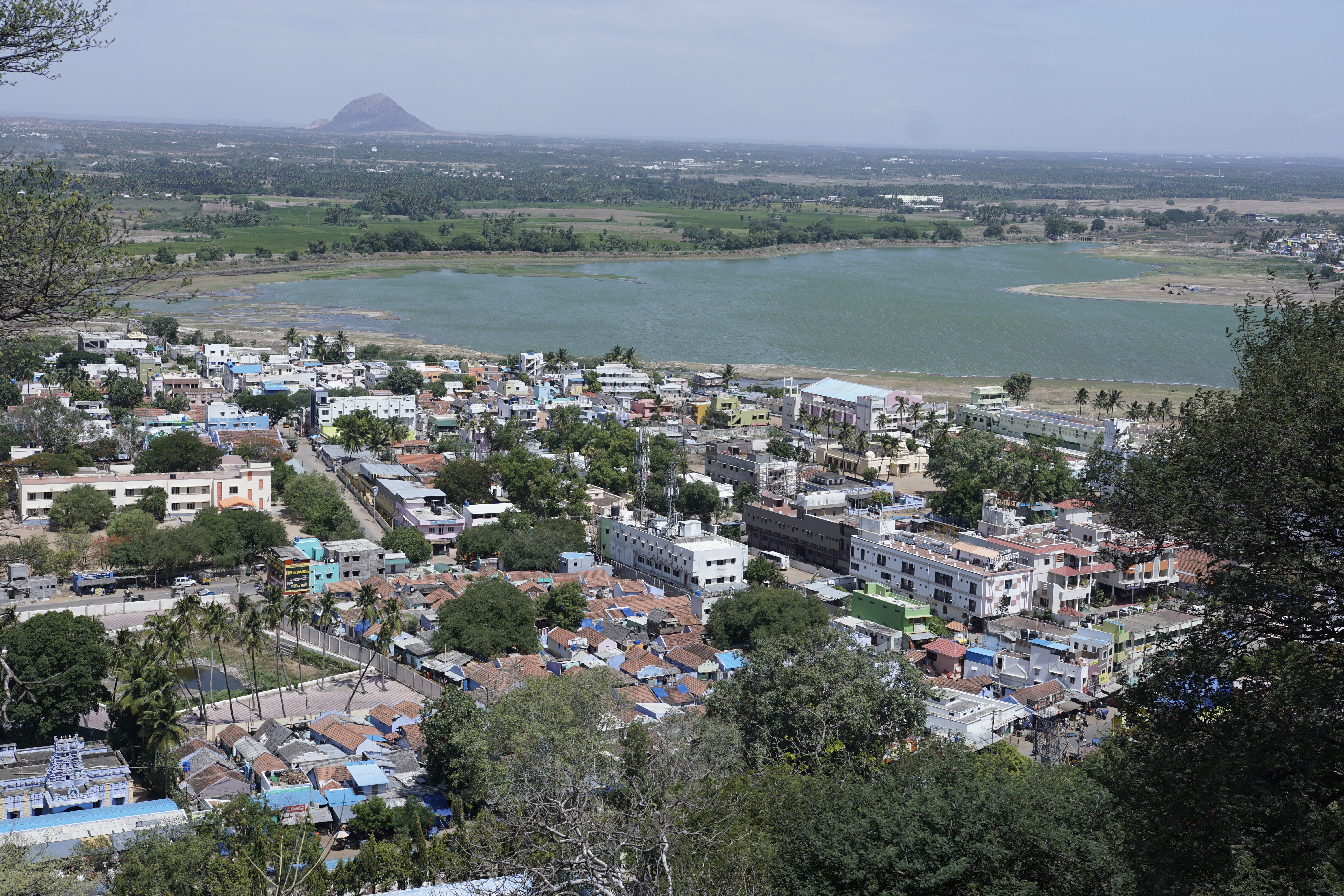
Blick vom Hügel auf Palani-Stadt

Palani liegt im Distrikt Dindigul im Westen Tamil Nadus. Die Stadt ist Verwaltungssitz des Taluks (Sub-Distrikts) Palani. Die nächstgrößere Stadt ist die Distrikthauptstadt Dindigul rund 60 Kilometer östlich. Madurai, die wichtigste Stadt Süd-Tamil-Nadus liegt 120 Kilometer südöstlich, nach Chennai (Madras), die Hauptstadt Tamil Nadus sind es 480 Kilometer. Die Stadt liegt im Flachland am Fuß der Palani-Berge, einem bis zu 2500 Meter hohen Ausläufer der Westghats, der südlich von Palani beginnt.
In Palani erhebt sich der aus der flachen Umgebung die beiden Hügel Sivagiri und Sakthigiri. Auf ersterem befindet sich das Murugan-Heiligtum von Palani. Etwa zwei Kilometer westlich der Stadt fließt der Fluss Shanmuganadi, ein Zufluss der Amaravathi.
Durch Palani führt der National Highway 209 von Dindigul über Coimbatore nach Bangalore. Die Stadt ist über die Bahnstrecke Dindigul-Coimbatore an das Bahnnetz angeschlossen. Derzeit wird die Strecke auf Breitspur umgestellt.

## Bevölkerung
85 Prozent der Einwohner Palanis sind Hindus, 12 Prozent sind Muslime und 2 Prozent Christen. Die Hauptsprache ist, wie in ganz Tamil Nadu, das Tamil, das von 93 Prozent der Bevölkerung als Muttersprache gesprochen wird. 5 Prozent sprechen Telugu.

## Religiöse Bedeutung

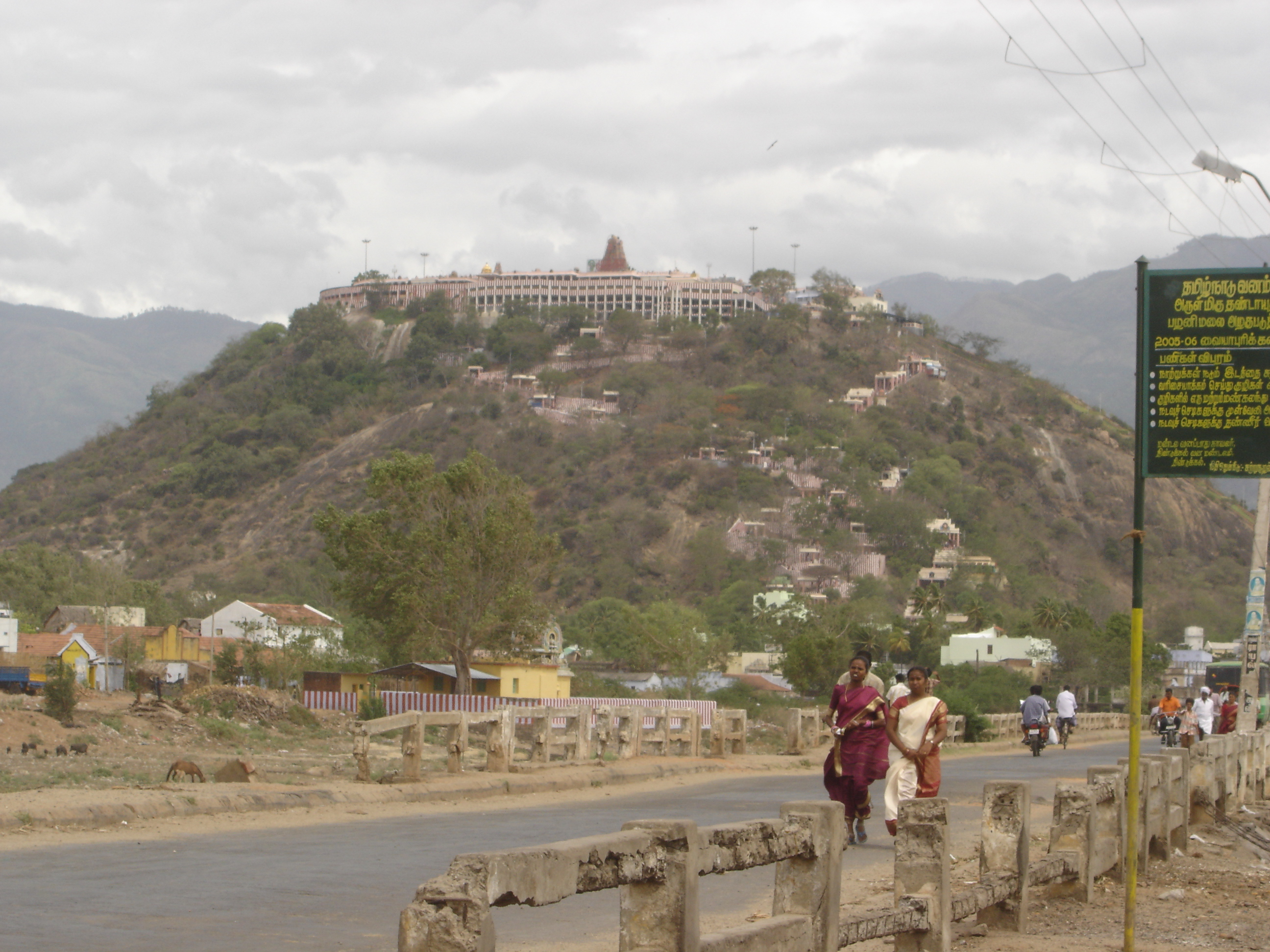
Der Sivagiri-Hügel mit dem Murugan-Tempel

Unter dem Namen Tiruvavinankudi ist Palani einer von sechs Wallfahrtsorten (Arupadaividu), die dem Hindu-Gott Murugan (Skanda) geweiht sind. Während dieser Gott in der Glaubenspraxis Nordindiens praktisch keine Rolle spielt, gehört er unter dem Namen Murugan unter den Tamilen zu den populärsten Gottheiten. Die sechs Wallfahrtsorte werden mit jeweils unterschiedlichen Aspekten der Mythologie Murugans assoziiert. In Palani wird Murugan in seiner Form als Dandayudhapani (Stabträger) verehrt und als jugendlicher Asket mit Stock, Lendenschurz und kahlgeschorenem Kopf dargestellt. Der Murugan-Tempel von Palani befindet sich auf dem Gipfel des Sivagiri-Berges. In seinem Zentrum steht ein Götterbild Murugans, das anders als üblich nicht aus Stein gemacht ist, sondern aus einem Amalgam aus neun Metallen bestehen soll. Auf den Hügel führt ein steiler Aufstieg, der Gipfel kann heute aber auch mit einer Seilbahn erreicht werden.
Dem Mythos zufolge soll Shiva seinen Söhnen Murugan und Ganesha versprochen haben, derjenige, der als Erster die Welt umrunde, erhalte die Frucht der Weisheit als Belohnung. Murugan machte sich auf, die Welt zu umrunden, aber Ganesha umschritt einmal seine Eltern Shiva und Parvati und beschied, da in ihnen der gesamte Kosmos enthalten sei, habe er somit die Welt umrundet. Shiva und Parvati waren über Ganeshas Klugheit erfreut und gaben ihm die Frucht. Über diese Entscheidung erzürnt verließ Murugan seine Eltern und ließ sich am Fuße des Berges Sivagiri nieder. Dort fanden ihn Shiva und Parvati, die sich auf die Suche nach Murugan gemacht hatten. Shiva versuchte ihn zu beschwichtigen, indem er sagte, nicht die Frucht, die Ganesha erhalten habe, sei die Frucht der Weisheit, sondern er sei die Frucht (paḻam nī „du bist die Frucht“). Daher trage der Ort den Namen Palani.
Als wichtigster der sechs Wallfahrtsorte Murugans ist Palani einer der größten hinduistische Wallfahrtsorte in Tamil Nadu und neben Tirupati und Sabarimala einer der wichtigsten ganz Südindiens. 2011 verzeichnete Palani 5,8 Millionen Besucher. Allein zum zehntägigen Thaipusam-Fest im Januar/Februar strömen geschätzte 500.000 Pilger nach Palani.